# Hazánk (folyóirat, 1884–1889)
Történelmi közlöny.  Aigner Lajos 1884. januárban indította meg ezt a havi folyóiratot, amely az 1711-es szatmári békétől az 1867. évig történt eseményeket tárgyalta. Az első évben Szokoly Viktor volt a  társszerkesztő, azután Aigner maga szerkesztette és adta ki 1889. májusig; ekkor a folyóirat megszűnt. Sok értékes történeti cikket, emlékiratot, naplót közölt, különösen az 1848-49. évek történetéről.